# Henk Backer
Hendrik Herman ("Henk") Backer (Rotterdam, 15 december 1898 – Eemnes, 5 juni 1976) was een Nederlands striptekenaar en illustrator.
Hij wordt gerekend als een pionier van de Nederlandse strip.

## Levensloop
Backer volgde oorspronkelijk een opleiding om leraar te worden zoals zijn vader. Hij moest echter zijn studies afbreken vanwege een ziekte. Vervolgens volgde hij een kunstopleiding aan een Rotterdamse school.
In 1921 verscheen de strip Nieuwe Oostersche Sprookjes van Backer in de krant Rotterdams Nieuwsblad. De strip werd na een tijd omgedoopt in Yoebje en Achmed en liep tot 1923. Deze strip wordt beschouwd als de eerste Nederlandse krantenstrip. In 1922 begon Backer ook te tekenen voor de concurrerende krant Voorwaarts. Vervolgens boden beide kranten tegen elkaar op, waarna Backer in 1923 vanwege financiële redenen voor het Rotterdams Nieuwsblad koos. In datzelfde jaar begon Backer met de strip De wonderlijke geschiedenis van Tripje wat na een tijd Tripje en Liezebertha werd. De albums van Tripje hadden in die tijd oplages van meer 100.000 exemplaren.
Bij het bombardement op Rotterdam in mei 1940 gingen veel originelen van Backer verloren. Tijdens de bezetting weigerde Backer Tripje en Liezebertha te gebruiken om de Nationale Jeugdstorm te promoten. Hierdoor werd deze strip tijdelijk stopgezet. Ook de strip Adolphus werd stopgezet, vanwege een vermeende gelijkenis met een bevriend staatshoofd. 
Na de oorlog tekende Backer Tripje en Liezebertha opnieuw tot 1946. Hij bleef tot zijn pensioen in 1963 of 1964 bij het Rotterdams Nieuwsblad tekenen.

## Eerbetoon
Backer werd in 1969 gehuldigd door Het Stripschap.